# ガブリン
『ガブリン』は、小林まことによる日本の漫画。『mimi』（講談社）で1992年12月号から1994年3月号まで連載された。単行本は1巻のみで、発行時は「2巻に続く」となっているが未完となっている。作者の小林は連載途中で体力が続かず連載を中断したと自身のサイト上で述べている。
『コミックボンボン』（講談社）にてリメイクが2006年6月号から2007年8月号まで連載されたが、雑誌休刊のため未完。単行本は全3巻。主人公が化け猫で人間を操る能力があるという設定だけが共通で、両作品のストーリーの関連性はない。

## あらすじ

### mimi版
化け猫のガブリンは、普段は猫の姿をしているが、月の夜に人間の姿となり横浜の街をさまよい、さまざまな事件を巻き起こす。

### コミックボンボン版
享保14年、佐賀藩主鍋島誠上から殺された龍造寺又八郎の仇をとるために、龍造寺に飼われていた猫が化け猫こまとなった。しかし、こまは雷に驚き自分の使命を忘れてしまい、280年が経過し現代で生活している。
月夜野研太郎は、こまのパンツを見てしまったことから、彼女と結婚することになる。そして2人の間には、人間とお化けのハーフ、ガブリンが生まれ、不思議な能力で様々な騒動を巻き起こす。

## 登場人物

### mimi版
ガブリン
推定年齢800歳。佐賀県出身。普段はピンク色の猫の姿をしており、人間に飼われている。ピンク色の若い娘の姿に変身する。
「人間の男性と恋をすると人間になれる」と言われており、人間になりたいと思っている。
カガーミン
ガブリンの父。普段の姿は鏡。
月夜野部長
警視庁捜査課の部長。警官殺しの捜査中に犯人の銃弾に倒れ、生死をさまよう。ガブリンの力で回復し、45歳から20歳に若返る。
有田
月夜野の部下。いつも間違っている。
アンドリュー
ガブリンの許婚。普段の姿はカエル。
ローズ
ガブリンの母。普段の姿は薔薇の花。

### コミックボンボン版
ガブリン
不思議な力を持っている少女、人間とお化けのハーフ。
こま
ガブリンの母。化け猫。
月夜野研太郎
ガブリンの父。人間。ガブリンとこまに振り回されっぱなし。
月夜野秀三郎
ガブリンのひいおじいさん。風呂上りに突然倒れ生死をさまようが、ガブリンの力で回復し、89歳から10歳に若返る。
花雪
ガブリンの友達。人間と雪女のハーフ。

## 備考
- 両作品とも、月夜野部長と月夜野秀三郎が運ばれる病院の医師は、『月刊少年マガジン』『コミックモーニング』の編集長を歴任し、コミックボンボン版の企画にも関わった編集者・栗原良幸をモデルとする、同じキャラクターである。『1・2の三四郎２』で三四郎のシッポの診察をする医師や、『What's Michael?』に登場する医師も同じキャラクターで、一種のスターシステムになっている。

## 書誌情報
mimi版（KCデラックス）
1. 1994年6月7日発売[1]ISBN 978-4-06-319487-6

コミックボンボン版（ボンボンコミックス）
1. 2006年10月6日発売[3]ISBN 978-4-06-332058-9
2. 2007年4月6日発売[4]ISBN 978-4-06-332078-7
3. 2007年10月5日発売[5]ISBN 978-4-06-375101-7